# Patienterstatningen
Patienterstatningen er en uafhængig forening, der blev etableret 1. juli 1992, som følge af at Patientforsikringsloven gjorde det muligt at få tilkendt erstatning for behandlingsskader i sundhedsvæsenet og lægemiddelskader. Foreningen skiftede i 2014 navn fra Patientforsikringen.
Ordningen finansieres af sygehusene selv. Lignende ordninger findes i de øvrige nordiske lande. Sverige var i 1975 det første land, der indførte en patientforsikring.
Omkring en fjerdedel af alle ansøgninger til Patienterstatningen fører til erstatning. Patientskadeankenævnet fungerer som klageinstans for de afgørelser, Patienterstatningen træffer.
Regionsrådene udpeger 6 af de 8 medlemmer af Patienterstatningens bestyrelse. Formand og næstformand siden 2010 er Poul-Erik Svendsen og Bo Libergren. Direktionen ledes af direktør Karen-Inger Bast.